# Pontus Carlsson
Pontus Carlsson (Santiago de Cali, Colombia, 18 de diciembre de 1982) es un Gran Maestro de Ajedrez colombo-sueco.

## Biografía
Su familia murió cuando tenía un año. Fue adoptado por una pareja sueca y fue su padre, Ingvar Carlsson (expresidente de la Federación sueca de ajedrez), quien le enseñó a jugar ajedrez cuando él tenía cuatro años.
Estudió español durante un tiempo en que vivió en España, mientras jugaba en la liga de ajedrez. Habla un español fluido (habiendo recibido un certificado), también habla sueco, inglés, alemán y francés. Tiene planes de aprender ruso, debido a la abundante literatura rusa sobre ajedrez publicada únicamente en ese idioma.
Tiene doble nacionalidad de Suecia y Colombia, y es un seguidor del hip-hop.

## Carrera de ajedrecista

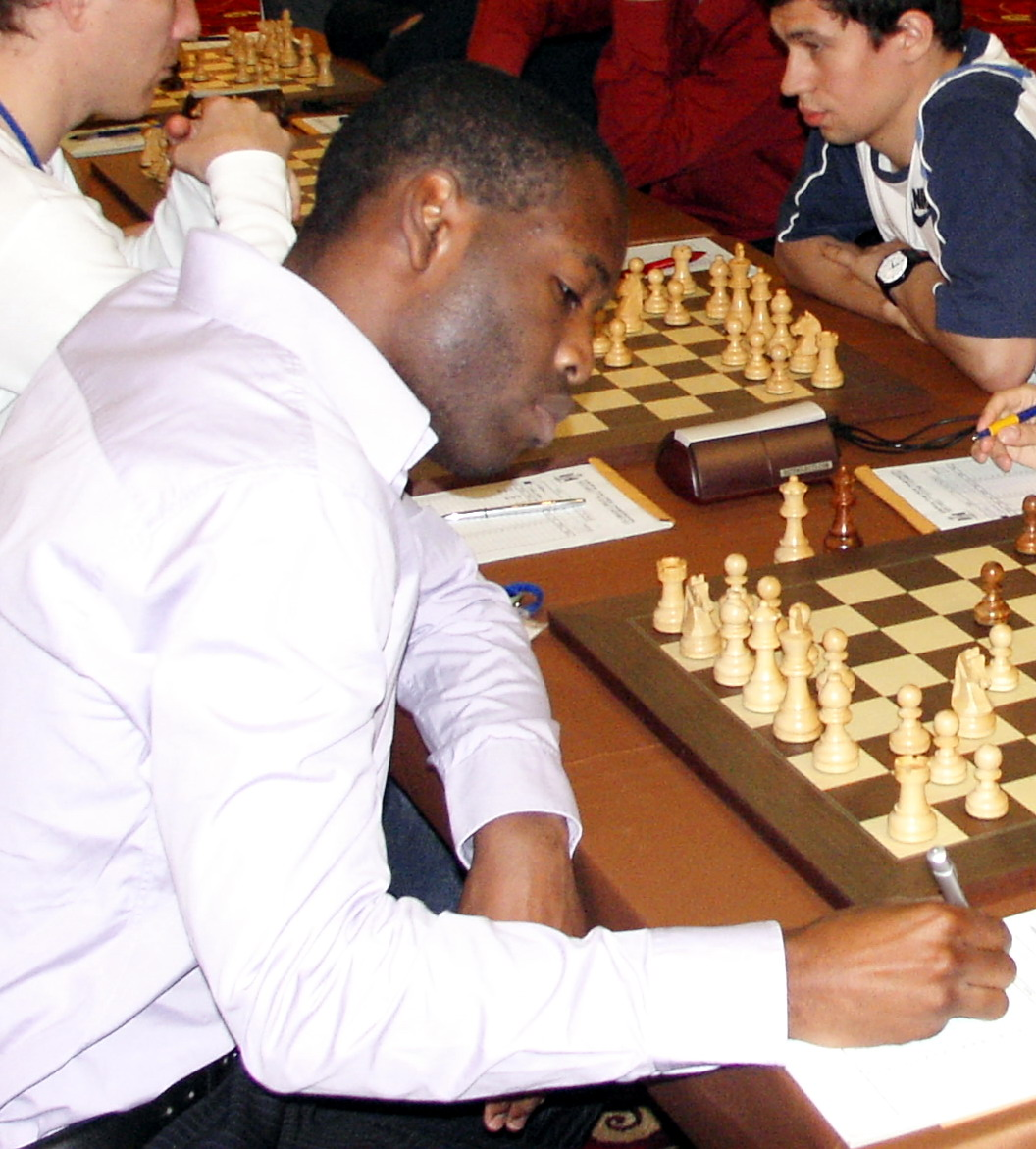
Carlsson en una competición

Carlsson ha jugado desde cuando estaba en la escuela y ahora forma parte del equipo nacional sénior. Ha pasado la mayor parte de su carrera como ajedrecista viajando por Europa. Su primer torneo internacional fue en el Torneo Europeo Sub-10 en Rimavská Sobota.
Teniendo habilidad para el ajedrez rápido, fue ganador del Torneo Sueco de Ajedrez Rápido Tusenmannaschacket en tres ocasiones, siendo el único jugador en la historia en lograrlo.
Carlsson ha ganado también varios campeonatos juveniles a nivel nacional y regional. Participó en su primer torneo nacional en 2001 con 18 años en su ciudad de residencia, Linköping.
Su rendimiento se estancó a mediados de 2001, hasta mediados de 2003, debido a la pérdida de una pequeña cantidad de puntos de rating en torneos sucesivos durante ese periodo. Atribuyó este percance a no jugar suficientes torneos y falta de actividad.
En 2007, Carlsson jugó para el equipo nacional sueco en el 16º Campeonato Europero de Ajedrez por Equipos y obtuvo una puntuación de 6/9 sin perder. Su desempeño fue de 2686, teniendo una fuerte oposición, incluyendo a Dmitry Jakovenko y Mark Hebden. También fue un miembro del equipo sueco en el 2006 durante las 37.as Olimpiadas de Ajedrez en Turín (+3=1−2).
Juega para el club de ajedrez Sollentuna SK, con el cual participó en la copas de club europeas en 2002, 2005, y 2007. Además de la liga sueca, ha jugado en la liga española y en otros torneos españoles.
Carlsson se convirtió en un Gran Maestro Internacional de Ajedrez en tres años. Alcanzó el título de MI en agosto de 2005, y el título de Gran Maestro en octubre de 2007, luego de ganar cuatro normas de GM. Esto lo convirtió el 16º sueco en lograr el título de Gran Maestro. Ganó la primera norma en el Campeonato Europeo por Equipos de 2005, el segundo en el Abierto de Tarragona (España), el tercero en el Torneig Internacional Ciutat de Sóller, y el cuarto en la tercera ronda de la Copa Europea de Clubes.
Habiendo recibido su título de Gran Maestro, fue elegido miembro de la Academia Sueca de Ajedrez. La Academia de Ajedrez es una organización de dignatarios y patrocinadores de ajedrez. Todos los Grandes Maestros son miembros.
Su objetivo a largo plazo es llegar a la marca de estar entre los 2600 de la clasificación. Dice que pasando por un programa de entrenamiento fuerte incluido el  Dvoretsky's Endgame Manual de Mark Dvoretsky y la revista New In Chess.